# Komárov
Komárov este o arie protejată (arie de protecție specială avifaunistică — SPA) din Republica Cehă întinsă pe o suprafață de 2.030,75 ha, integral pe uscat.

## Localizare
Centrul sitului Komárov este situat la coordonatele 50°02′49″N 15°57′36″E / 50.046944°N 15.96°E.

## Înființare
Situl Komárov a fost declarat arie de protecție specială avifaunistică în decembrie 2004 pentru a proteja 2 specii de animale.

## Biodiversitate
Situată în ecoregiunea continentală, aria protejată nu include niciun habitat protejat.
La baza desemnării sitului se află mai multe specii protejate de  păsări (2): ciuf de câmp (Asio flammeus), erete vânăt (Circus cyaneus).